# Vanessa Blue

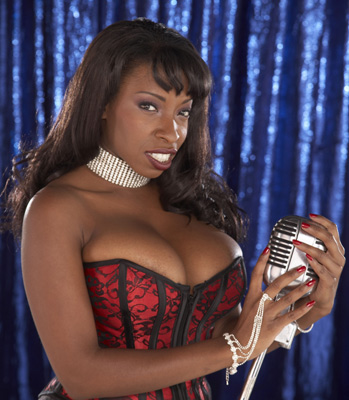
Vanessa Blue (2007)

Vanessa Blue (* 27. Mai 1974 in Long Beach, Kalifornien als Tanya Faulkner) ist eine US-amerikanische Pornodarstellerin, -regisseurin und -produzentin. Sie trat auch als DominaX auf.

## Karriere
Vanessa Blue ist in Beaumont (Texas) aufgewachsen, lebte später in Nebraska und nun in Kalifornien. Nach der High School absolvierte sie eine Ausbildung als Sanitäterin. Während ihrer Ausbildung arbeitete sie als Tänzerin in einer Bikini-Bar in Orange County. 1996 machte sie ihre ersten Fotoaufnahmen für eine Bondage-Firma.
Im Sommer 1997 lernte Blue eine Freundin namens Kitten kennen, die sie der Porno-Szene vorstellte. Kitten und Blue drehten ihre erste gemeinsame Lesben-Szene im Film Black Snatch. Im Anschluss drehte sie ein Jahr lang viele weitere Filme, bevor sie sich für drei Jahre nach Nebraska zurückzog, um näher bei ihrer Familie zu sein, kehrte jedoch bald wieder nach Kalifornien zurück. Im Februar 2004 wurde sie bei einem Interview mit dem Rapper 50 Cent im Rolling Stone Magazine fotografiert.
Blue führte einige Jahre lang eine Beziehung mit ihrem Kollegen Lexington Steele und drehte für dessen Produktionsfirma Mercenary Pictures Filme. 2009 einigten sich die beiden aufgrund von gegenseitiger Klagen auf einen Vergleich bezüglich der Urheberrechte an einigen Filmen. Für den US-Fernsehsender Playboy TV moderierte sie zusammen mit ihm die Sendung Lex in the City.
Blue gewann bei den AVN Awards im Jahr 2005 als erste afroamerikanische Regisseurin unter dem Künstlernamen „Domina X“ den Preis Best Ethnic Themed Series für Black Reign.

## Filmografie (Auswahl)
- 2000: Color Blind 5
- 2000: My Baby Got Back 21, 22, 23
- 2001: Queen of Denial
- 2003: Bodily Entanglement
- 2003: Bodily Engagement Part II
- 2003: The Fight For Eddie
- 2003: Busty Beauties 9
- 2004: Pussyman’s Decadent Divas 24
- 2004: Jack’s Playground 18
- 2004: Big Black Wet Asses 1
- 2005: Phat Ass Tits
- 2006: White Mans’ Revenge 2
- 2007: Semen Shooters: Black on Black
- 2009: Lexington Loves Vanessa Blue

## Auszeichnungen
- 2005: AVN Award für Best Ethnic Themed Series in Black Reign
- 2009: Urban Spice Award als Best Videographer
- 2009: Aufnahme in die Urban X Hall of Fame
- 2013: Aufnahme in die AVN Hall of Fame[4]